# Јанис Кузелоглу
Јанис Кузелоглу (Солун, 1. априла 1995) је грчки кошаркаш. Игра на позицији крила, а тренутно наступа за Панатинаикос.

## Клупска каријера
Кошарку је тренирао на грчкој академији Мандулидис. У септембру 2014. године је потписао четврогодишњи уговор са Партизаном. У првој сезони није добијао превише прилике код тренера Душка Вујошевића. У Јадранској лиги је наступио на само три утакмице и само у једној се уписао у стрелце, против Левског када је постигао пет поена за три минута. Обостраним договором 26. октобра 2015. године дошло је до споразумног раскида сарадње између Кузелоглуа и Партизана. Неколико дана касније вратио се у Грчку и потписао за Аполон из Патре. Након две сезоне напушта Аполон и прелази у Лаврио.

## Репрезентација
Наступао је за млађе репрезентативне селекције Грчке.